# Menzione nei dispacci
Un soldato menzionato nei dispacci è un militare il cui nome appare nei rapporti ufficiali scritti da un ufficiale superiore ed inviati all'alto comando, nel quale viene descritta l'azione valorosa e meritoria del soldato di fronte al nemico.
In diversi paesi, il nome del soldato può essere menzionato nei dispacci come condizione per la ricezione di determinate decorazioni.

## Regno Unito, Impero britannico e Commonwealth delle Nazioni

La foglia di quercia di bronzo che nel sistema onorifico britannico indica la Menzione nei dispacci dal 1920 al 1994

La foglia di quercia d'argento che nel sistema onorifico britannico indica la Menzione nei dispacci dal 1994 ad oggi

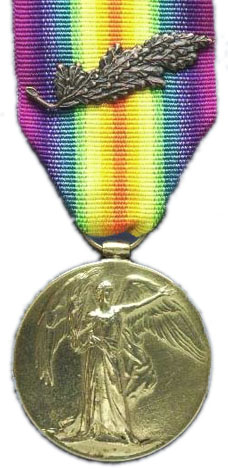
Esempio di una Victory Medal 1914-18 con Menzione nei Dispacci (inglese) realizzata con l'apposizione di una foglia di quercia sul nastro

Nelle British Armed Forces, il dispaccio è pubblicato dalla London Gazette.
I soldati dell'Impero britannico o del Commonwealth delle Nazioni che sono menzionati nei dispacci non ricevono una medaglia al valore specifica per la loro azione, ma sono ad ogni modo titolati a ricevere un certificato e a indossare una decorazione attestante l'avvenuta menzione. Per la prima guerra mondiale e sino al 10 agosto 1920 la decorazione consisteva in una foglia di quercia in bronzo da apporre sul nastro della medaglia assegnata per la partecipazione a una certa campagna. Questa decorazione particolare venne stabilita solo a partire dal 1919, ma con effetto retroattivo. Dal 1920 al 1993 la decorazione consisteva in una singola foglia di quercia in bronzo, così come continuano a fare le forze armate canadesi. Anche se il soldato viene menzionato nei dispacci più di una volta, viene posta una singola decorazione sulla medaglia. Nel Regno Unito, dal 1993, è stato introdotto l'uso di una singola foglia di quercia in argento ed essa può essere apposta su ogni singola medaglia di campagna. Se l'insignito non dispone dei meriti per accedere alla medaglia di campagna, la foglia di bronzo viene appuntata sul lato sinistro della giacca a mo' di spilla.
Prima del 1979, la Menzione nei Dispacci era una delle molte onorificenze che potevano essere concesse postume, oltre alla Victoria Cross ed alla George Cross.
I soldati potevano essere menzionati in più casi. John Vereker, poi Feldmaresciallo, venne menzionato nei dispacci ben nove volte durante la prima guerra mondiale così come il generale canadese Sir Arthur Currie. Il generale australiano H.G. Bennett venne menzionato nei dispacci per un totale di otto volte durante la prima guerra mondiale, al pari di John Dill.
|  | Victory Medal       | Prima guerra mondiale   |
|  | War Medal 1939-1945 | Seconda guerra mondiale |
|  | Korea Medal         | Guerra di Corea         |

### Australia
Il personale di servizio australiano non è eleggibile ad essere menzionato nei dispacci. Dal 15 gennaio 1991, con la formazione del sistema onorifico australiano moderno, la menzionatura nei dispacci venne rimpiazzata da due decorazioni tipicamente australiane, la Commendation for Gallantry e la Commendation for Distinguished Service.

### Canada
La Menzione nei Dispacci (in francese: Citation à l'ordre du jour) è un'onorificenza riconosciuta per servizio meritevole, normalmente sul campo.

### Pakistan
Secondo l'attuale sistema onorifico pakistano, la Imtiazi Sanad può essere conferita a qualsiasi membro dell'Esercito pakistano che viene menzionato nei dispacci per un atto di coraggio il che ad ogni modo non dà diritto al conferimento di una specifica medaglia.

### Sudafrica
Nel 1920 il Ministero della difesa dell'Unione Sudafricana ottenne il privilegio di concedere più foglie di quercia in bronzo a tutti gli uomini e le donne in servizio militare che fossero stati menzionati nei dispacci durante la prima guerra mondiale per azioni di valore. La spilla poteva essere posta sul nastro della Medaglia interalleata della vittoria sudafricana. La concessione multipla copriva il numero di volte in cui un soldato veniva citato.

## Francia

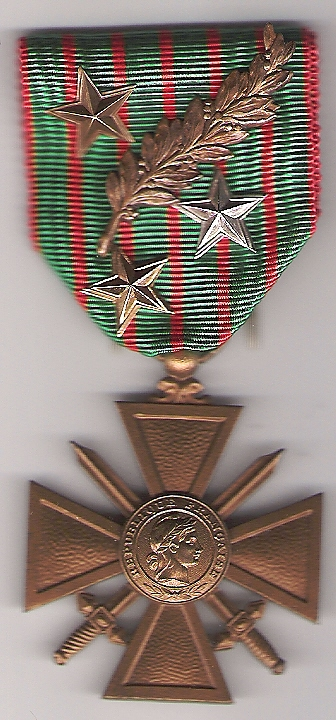
Esempio di Croix de guerre (quella del colonnello Théophile Marie Brébant) con 4 riconoscimenti:
1 palma di bronzo
1 stella smaltata d'argento
1 stella d'argento
1 stella di bronzo

Nelle decorazioni militari francesi, la menzione nei dispacci o più precisamente negli ordini (citation dans les ordres) rispecchia non solo l'atto ma anche la posizione rispetto al reggimento, alla divisione o all'armata all'atto di conferimento. Il conferimento è riservato a un qualsiasi membro delle forze armate francesi o alleate.
Durante la prima e la seconda guerra mondiale, le menzioni vennero concesse essenzialmente sulle Croix de guerre o sulle Croix de la Valeur Militaire, con differenze come segue:
- stella di bronzo per quanti fossero stati menzionati a livello di reggimento o brigata.
- stella d'argento per quanti fossero stati menzionati a livello di divisione.
- stella d'argento e smalti per quanti fossero stati menzionati a livello di corpo d'armata.
- palma di bronzo per quanti fossero stati menzionati a livello di armata.
- palma d'argento per quanti fossero stati menzionati cinque volte a livello di armata.
- palma d'argento e smalti per quanti fossero stati menzionati nelle forze della France libre (solo nella seconda guerra mondiale).

Attualmente la menzione viene concessa sulla Croix de la valeur militaire (la Croix de guerre non viene più concessa) ed è comunque molto rara, in quanto gran parte delle menzioni ottengono la Médaille de la Défense nationale.
Anche le unità possono essere menzionate nei dispacci e pertanto le loro bandiere vengono decorate con le corrispondenti croci. Dopo due menzioni, gli uomini ottengono il titolo di fourragère.

## Stati Uniti d'America
Nel primo esercito degli Stati Uniti non vi erano medaglie né riconoscimenti ad eccezione del Purple Heart, anche se questa onorificenza cadde in disuso poco dopo la rivoluzione. Essere citati nei dispacci era il modo ufficiale per trovare riconoscimento alle proprie imprese eroiche, individuali o a livello di unità.
Il 12 luglio 1862, venne istituita la Medal of Honor, istituendo quindi anche un sistema onorifico vero e proprio per gli Stati Uniti. Negli anni della prima guerra mondiale, le citazioni per coraggio, molto simili alla pratica inglese, vennero sopperite dalla concessione della Bronze Star Medal e della Silver Star.

## Germania

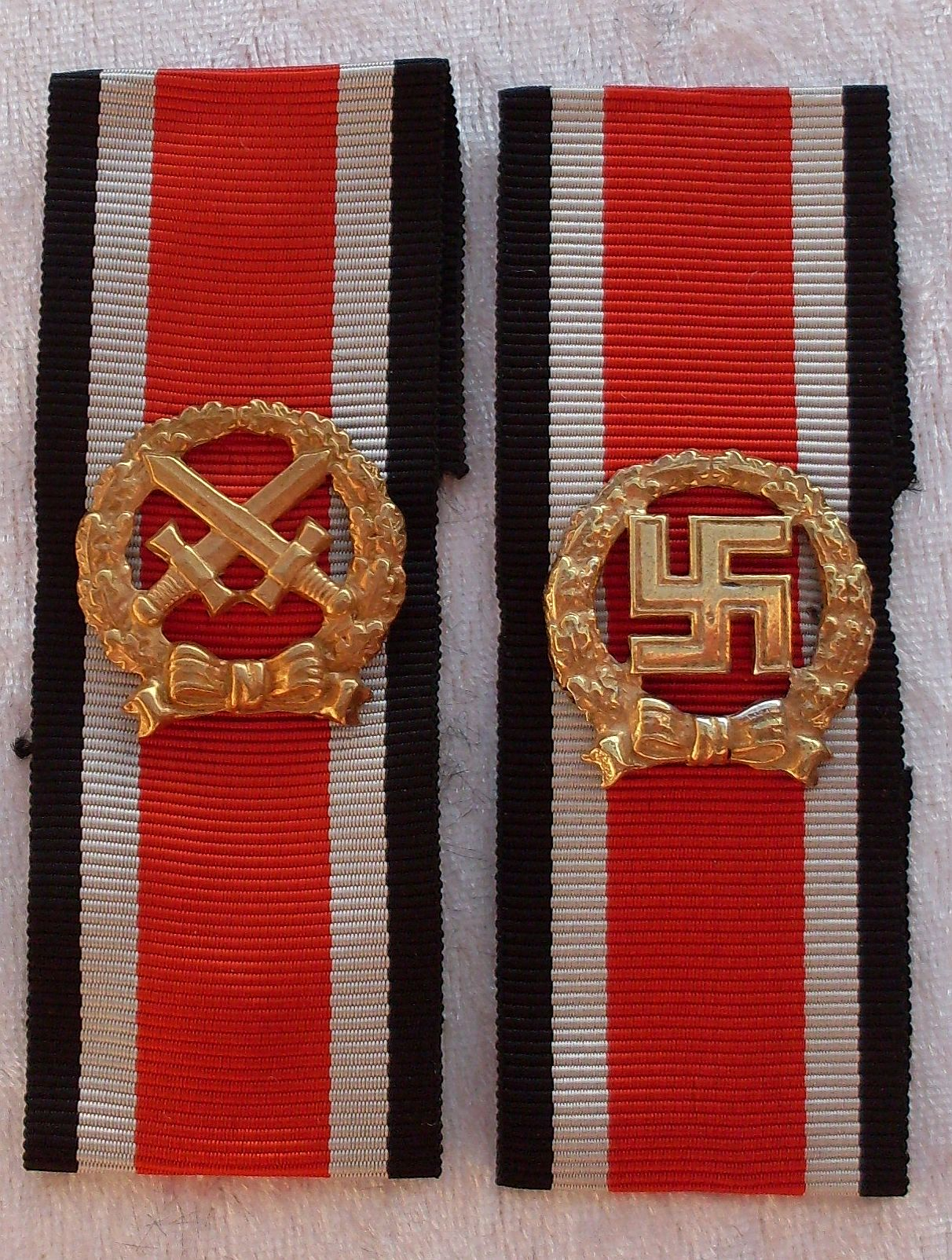
Esempi di "Fibbia d'onore" dell'esercito della Germania (sinistra) e della Germania nazista (a destra)

Durante la Seconda guerra mondiale, la Wehrmacht era solita menzionare i singoli soldati nei rapporti pubblici alla radio. Questa pratica era conosciuta come Wehrmachtbericht e una menzione di questo genere era segno di stima da parte di tutti i soldati tedeschi. A metà del 1941 queste menzioni venivano realizzate citando il nome del soldato e donandogli una "fibbia d'onore" da apporre sul petto al secondo bottone della giacca dell'uniforme.